# Bertrand Leclair
Pour les articles homonymes, voir Leclair.
Bertrand Leclair est un romancier, essayiste et dramaturge français né à Lille en décembre 1961. Il est l'auteur depuis 1998 d'une quinzaine de romans et de nombreux essais.

## Biographie
Après avoir exercé le métier de journaliste pour différents supports, il est devenu critique littéraire en 1994 pour le quotidien éphémère InfoMatin. Il a ensuite collaboré, toujours comme critique littéraire, aux Inrockuptibles, à La Quinzaine littéraire ou pour Le Nouvel Économiste. Après quelques années d'interruption, il a de nouveau exercé comme critique littéraire au sein du supplément littéraire du quotidien Le Monde, de 2015 à 2023. Il collabore au quotidien numérique AOC depuis 2019. Il est également l’auteur de plus de quarante fictions radiophoniques, diffusées pour la plupart sur France Culture et France Inter.
Il est père de quatre enfants, dont une fille sourde qui a inspiré son écriture notamment avec le roman Malentendus (Actes Sud, 2013) et la pièce de théâtre Héritages mise en scène par Emmanuelle Laborit.
En 2009, il a reçu la bourse Cioran pour son essai Dans les rouleaux du temps (Flammarion, 2011). Plusieurs de ses romans et essais ont figuré sur les listes des prix d'automne (dont Débuter, comment c'est finaliste du Femina essais en 2019).

## Œuvres

### Théâtre
- Héritages, langue des signes française / français, 2010, mise en scène d’Emmanuelle Laborit[5],[6]

### Romans et essais
- L’Industrie de la consolation : la littérature face au « cerveau global », Paris, Éditions Verticales, 1998, 123 p.  (ISBN 2-84335-012-3)[7]
- Movi Sévaze, Paris, Éditions Verticales, 1999, 109 p.  (ISBN 2-84335-062-X)[8]
- Théorie de la déroute, Paris, Éditions Verticales, 2001, 182 p.  (ISBN 2-84335-055-7)
- La Main du scribe, Paris, Mercure de France, 2002, 184 p.  (ISBN 2-7152-2359-5)
- Disparaître, Tours/Paris, France, Éditions Farrago/Léo Scheer, 2004, 146 p.  (ISBN 2-84490-145-X)
- Le Bonheur d’avoir une âme, Paris, Maren Sell Éditeurs, 2005, 138 p.  (ISBN 2-35004-037-2)
- Verticalités de la littérature : pour en finir avec le jugement critique, Seyssel, France, Champ Vallon, coll. « L’esprit libre », 2005, 125 p.  (ISBN 2-87673-423-0)
- L’Amant liesse, Seyssel, France, Champ Vallon, coll. « Détours », 2007, 124 p.  (ISBN 978-2-87673-458-6)
- Une guerre sans fin, Paris, Libella-Maren Sell Éditeurs, 2007, 315 p.  (ISBN 978-2-35580-006-1)[9]
- L’Invraisemblable histoire de Georges Pessant, Paris, Éditions Flammarion, 2010, 270 p.  (ISBN 978-2-08-124017-9)[10],[11]
- Petit éloge de la paternité, Paris, Éditions Gallimard, coll. « Folio 2 euros », 2010, 109 p.  (ISBN 978-2-07-040239-7)
- Dans les rouleaux du temps : ce que nous fait la littérature, Paris, Éditions Flammarion, 2011, 315 p.  (ISBN 978-2-08-125346-9)[12]
- Malentendus, Arles, France, Actes Sud, coll. « Un endroit où aller », 2013, 288 p.  (ISBN 978-2-330-01415-5)[2]
- Le Vertige danois de Paul Gauguin, Arles, France, Actes Sud, coll. « Un endroit où aller », 2014, 192 p.  (ISBN 978-2-330-02775-9)[13]
- Le Bonhomme Pons, Paris, Éditions Belfond, coll. « Domaine Français - Remake », 2014, 272 p.  (ISBN 978-2-7144-5661-8)
- La Villa du jouir, Paris, Serge Safran Éditeur, 2015, 262 p.  (ISBN 979-10-90175-25-9)[14]
- Par la ville, hostile, Paris, Mercure de France, 2016, 128 p. (978-2-7152-4415-3)[15]
- Perdre la tête, Paris, Mercure de France, 2017, 256 p.  (ISBN 978-2-7152-4517-4)[16]
- Débuter, comment c'est, Paris, Pockett, coll. " Agora", 2019, 160 p. (978-2823871340)[17]
- Aux confins du soleil, Paris, Mercure de France, 2020, 200 p.  (ISBN 978-2-7152-5295-0)[18]
- Le Train de Proust, Paris, Fayard, 2022, 320 p. (978-2720215568)[19]
- Puissances de l'art ou la Lance de Télèphe, Paris, Mercure de France, 2024, 240 p.  (ISBN 978-2-3780-4072-7)[20]
- Transformations, Arles, France, Actes Sud, coll. « Un endroit où aller », 2025, 224 p. (978-2330204358)[21],[22]